# Shell (Wyoming)
Shell ist ein Census-designated-place (CDP) im Big Horn County im US-Bundesstaat Wyoming. Das U.S. Census Bureau hat bei der Volkszählung 2020 eine Einwohnerzahl von 74 ermittelt.
Der Ort hat Bedeutung als wichtige Fundstätte von Fossilien, dem sogenannten Howe Quarry. Bekanntester Fund ist der Allosaurus „Big Al“.

## Geografie
Shell liegt im östlichsten Teil des Bighorn Basin, am Fuß der Bighorn Mountains im Norden des US-Bundesstaates Wyoming. Der Ort liegt am Shell Creek, der im Hochgebirge der Bighorn Mountains entspringt, in Ost-West-Richtung durch den Shell Canyon fließt und nördlich von Greybull in den Bighorn River mündet. Durch Shell führt zudem der U.S. Highway 14 im Verlauf von Sheridan über den Granite Pass in den Bighorn Mountains bis Greybull. Shell liegt 23 km östlich von Greybull, 27 km nordöstlich von Basin sowie 35 km nördlich von Hyattville.

## Geologie
Die Gemeinde ist nach dem Reichtum an fossilen Exoskeletten (Shells) benannt, die in der Gegend gefunden wurden. Unweit des Ortes treten geologische Formationen wie die Cloverly-Formation und die Morrison Formation auf, die zahlreiche Fossilien von Dinosauriern und anderen Tieren hervorgebracht haben. Westlich der Stadt befindet sich mit der Red Gulch Dinosaur Tracksite eine seltene Sammlung von Dinosaurierspuren aus der Jurazeit. Bei Shell befindet sich zudem die Geologie-Feldstation der Iowa State University.

## Klima
Nach dem Köppen-Klimaklassifikationssystem hat Shell ein kaltes Steppenklima, das auf Klimakarten mit BSk abgekürzt wird. Der Ort erhält jährlich rund 257 mm Niederschlag, die regenreichsten Monate sind Mai und Juni. Die mittlere Jahrestemperatur beträgt 7,1 °C. Die heißeste in Shell gemessene Temperatur betrug 41 °C am 14. Juli 2002. Am 21. Dezember 1983 wurde mit −42 °C die kälteste Temperatur gemessen.

## Geschichte
Shell wurde am 28. April 1900 gegründet. Mehrere Bauwerke in Shell wurden in das National Register of Historic Places aufgenommen: Die EJE Bridge über den Shell Creek, die Hanson Site, die Shell Community Hall sowie der außerhalb gelegene Black Mountain Archeological District.

## Galerie

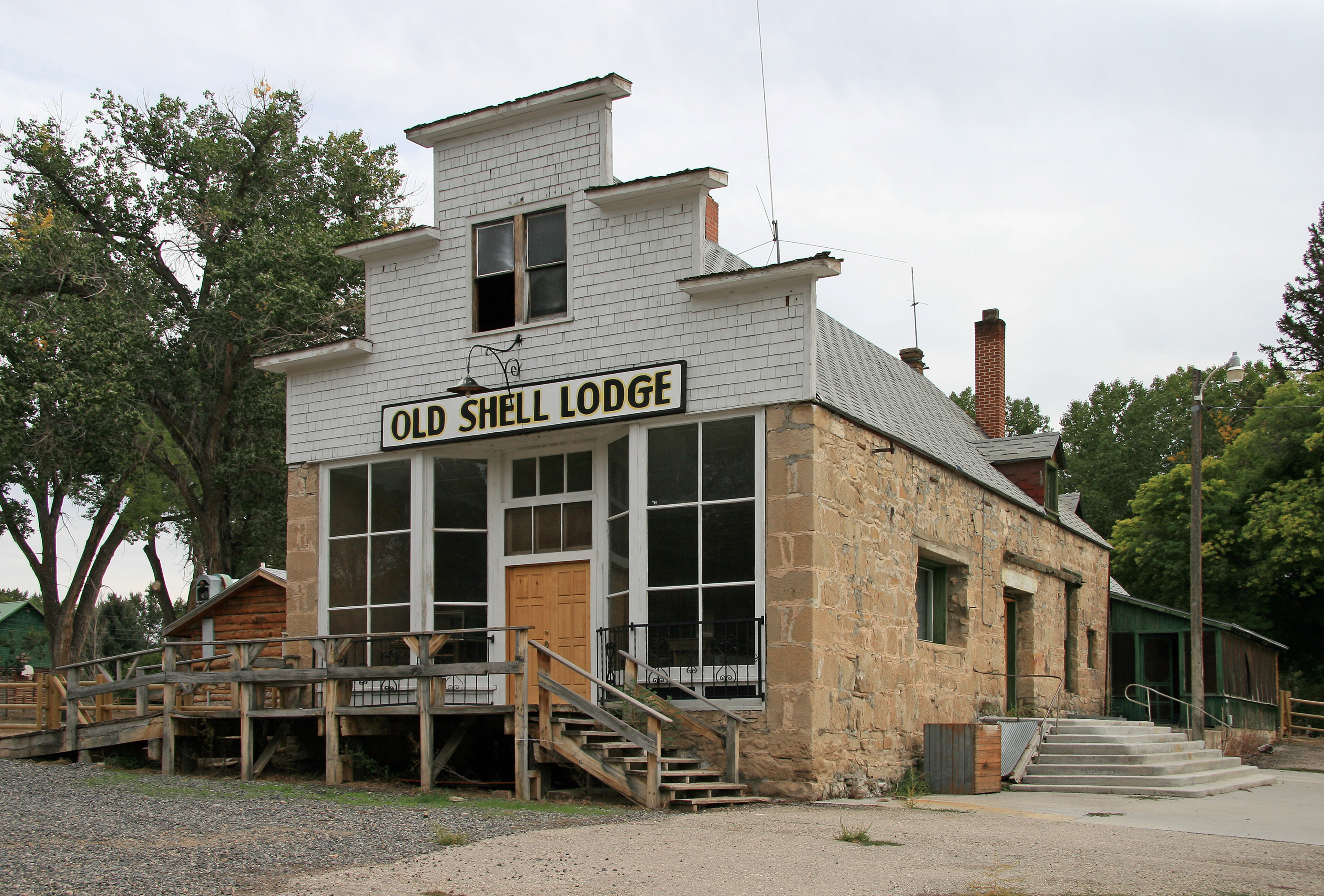
Old Shell Lodge
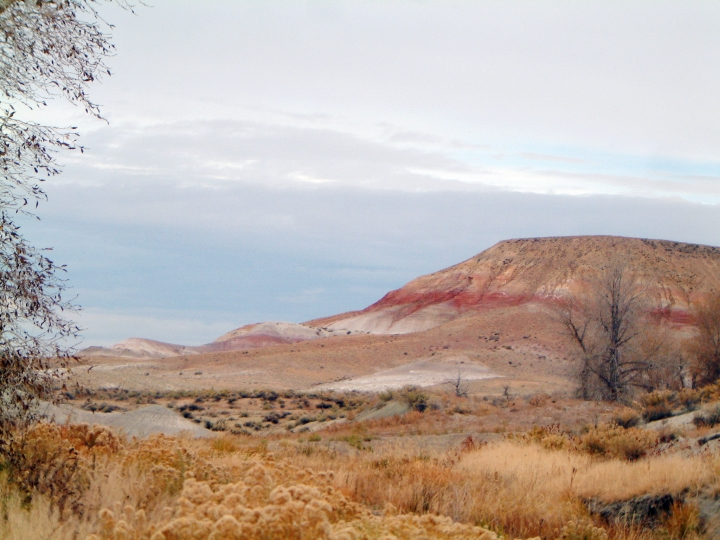
Die Cloverly-Formation außerhalb von Shell
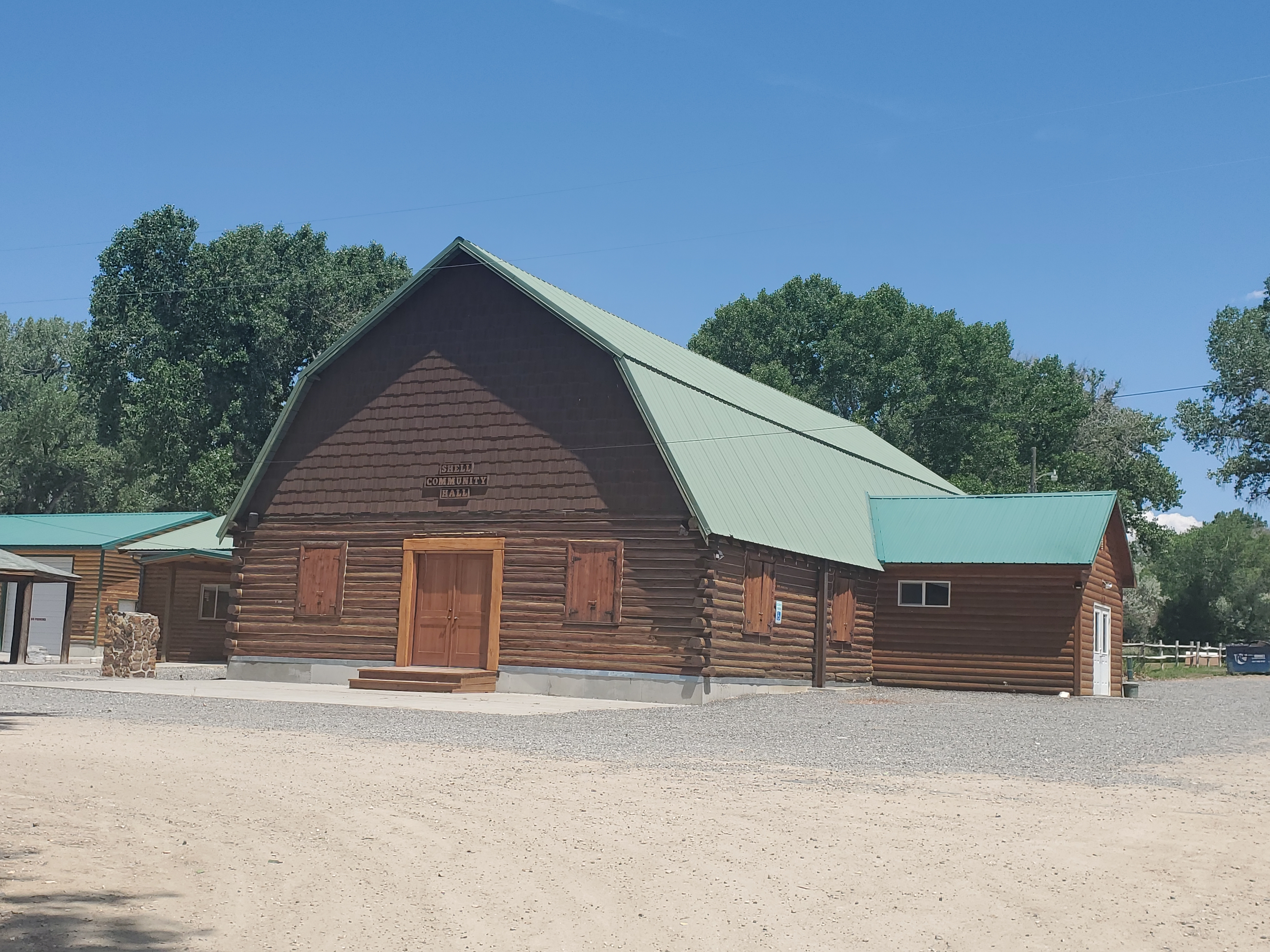
Shell Community Hall, eingetragen im NRHP